# Тодор Токин
Тодор Токин е български журналист. Редактор, заместник и завеждащ редакция, ръководител екип и заместник главен редактор на Радио България.

## Биография
Тодор Токин е роден на 31 юли 1950 г. в София, България. През 1969 г. завършва Английската гимназия в София, през 1973 г. завършва право в СУ „Св. Климент Охридски“. От 1977 г. работи в Българско радио – дирекция „Предавания за чужбина“. През 1993 – 2005 г. във вестник „Труд“ е репортер, завеждащ отдели „Общество“ и „Вътрешна информация“ и политически наблюдател, откъдето напуска сам. След това 2 месеца работи в новия вестник „Атака“. До април 2006 г. отговорен редактор в списание „Лидер“. След това – директор „Връзки с обществеността“ на СДС. Около година до октомври 2007 година е изпълняващ длъжността главен редактор и първи заместник главен редактор на в. „Поглед“. До януари 2008 г. е зам.-гл. редактор на вестник „Класа“. И от двете места е уволнен по нареждане „отгоре“.